# جوني تشيانغ
جوني تشيانغ (بالصينية: 江啟臣) هو سياسي تايواني، ولد في 2 مارس 1972 في تايوان. حزبياً، نشط في الكومينتانغ. في 2012 Taiwanese legislative election ‏، انتخب عضو مجلس ليوان التشريعي ‏ عن دائرة Taichung City Constituency 8 ‏ وقد انضم خلال فترته النيابية ‏ (1 فبراير 2012 – )  للكتلة البرلمانية الكومينتانغ وفي 2016 Taiwanese legislative election ‏، انتخب عضو مجلس ليوان التشريعي ‏ عن دائرة Taichung City Constituency 8 ‏ وقد انضم خلال فترته النيابية ‏ (1 فبراير 2016 – )  للكتلة البرلمانية الكومينتانغ.